# 본명조
본명조(Noto Serif CJK/Source Han Serif)은 구글과 어도비 시스템즈가 2017년 4월 출시한 한국어, 중국어 번체와 간체, 일본어와 라틴어, 그리스어, 키릴 자모를 지원하는 한중일 공통 오픈소스 글꼴이다. 구글은 Noto Serif CJK, 어도비는 본명조(영문명,Source Han Serif)란 이름으로 배포한다. 개발비용은 구글이 전액 부담했으며, 어도비가 주무를 맡고 산돌커뮤니케이션과 이와타, 창저우 시노타입 등이 디자인에 참여했다. 어도비 타입킷과 깃허브를 통해 내려받을 수 있다. 자매서체로 본고딕이 있다.

## 같이 보기
- 나눔글꼴